# ثرثار كستنائي التاج
ثرثار كستنائي التاج (الاسم العلمي: Timalia pileata)، هو طائر جاثم من فصيلة ثرثار العالم القديم. وهو أصنوفة أحادية الطراز ضمن جنس طّمال.

## التوزيع
موطن هذا الطائر هو بنغلاديش، وكمبوديا، والصين، والهند، وإندونيسيا، ولاوس، وميانمار، ونيبال، وتايلاند، وفيتنام.
يمثل منتزه شوكلافانتا الوطني للحياة البرية في نيبال الحد الغربي لتوزيعها.

## روابط خارجية
- BirdLife International: chestnut-capped babbler